# Joe Petrosino (miniserie televisiva 1972)
Joe Petrosino è uno sceneggiato televisivo Rai in cinque puntate diretto da Daniele D'Anza su sceneggiatura di Lucio Mandarà, cui hanno collaborato Fabio Gualtieri e Luigi Guastalla, oltre allo stesso regista D'Anza. Imperniato sulle reali vicende del poliziotto italo-americano Joe Petrosino che operò agli inizi del Novecento, lo sceneggiato andò in onda nella prima serata della domenica dal 15 ottobre al 12 novembre 1972.

## Trama
Nei primi anni del novecento un poliziotto di origine campana in servizio a New York, Joe Petrosino, si mette in luce per il suo fiuto e la determinazione nell'affrontare la malavita della metropoli. Salita velocemente la gerarchia nel corpo di polizia, Petrosino ottiene di dirigere una squadra di capaci poliziotti di origine italiana, con l'obiettivo di individuare e colpire in particolar modo gli esponenti più in vista della nascente mafia italo-americana che opera a New York, organizzazione che all'epoca era definita "Mano Nera". Con diverse brillanti operazioni Petrosino riesce ad arrestare elementi anche di grande importanza all'interno dell'organizzazione criminosa, ma l'obiettivo finale del poliziotto è un altro. Petrosino intuisce infatti che esiste un forte legame fra i boss presenti a New York e i mafiosi siciliani. Nel tentativo di stringere il cerchio attorno al boss Don Vito Cascio Ferro, Petrosino si reca in Sicilia, ma in una piazza di Palermo (Piazza Marina) gli viene teso un agguato mortale.

## Produzione
La sceneggiatura è stata tratta da due romanzi a sfondo biografico: il primo è Joe Petrosino di Arrigo Petacco, il secondo è il giallo Petrosino e il figlio del diavolo dell'autore di racconti polizieschi Secondo Signorini.

## Colonna sonora
La colonna sonora dello sceneggiato è stata composta da Romolo Grano, abituale compositore delle colonne sonore degli sceneggiati di Daniele D'Anza. Della colonna sonora non venne mai pubblicato nessun album, ma solamente due 45 giri. Il primo Black Hand, interpretato dai New Trolls, contiene la sigla d'apertura. Il secondo, La canzone di Frank Sinatra/4 colpi per Petrosino, interpretato da Fred Bongusto, contiene la sigla di chiusura 4 colpi per Petrosino. Esiste inoltre un'ulteriore traccia, la versione strumentale di 4 colpi per petrosino, interpretata da Romolo Grano e la sua Orchestra, pubblicata solamente da Selezione dal Reader's Digest nel cofanetto di 9 LP Cinema Hit Parade! del 1977.